# Dave the Diver
Dave the Diver – komputerowa gra przygodowa stworzona i wydana przez studio Mintrocket 28 czerwca 2023 roku. Gra pokazuje historię nurka Dave’a, który po godzinach prowadzi swoją restaurację.
Produkcja zyskała uznanie w mediach, a krytycy chwalili wciągającą rozgrywkę i połączenie elementów z różnych gatunków gier.

## Rozgrywka
Dave the Diver to gra przygodowa z elementami innych gatunków m.in. roguelike czy gry ekonomicznej. Gracz steruje postacią Dave’a, poruszającą się po dwuwymiarowych planszach. Gra składa się z dwóch głównych części; w dzień Dave nurkuje w poszukiwaniu skarbów, a wieczorem prowadzi restaurację. Będąc pod wodą, gracz eksploruje otoczenie, walczy z napotkanymi stworzeniami i zbiera przedmioty. Musi też uważać na poziom tlenu i udźwig postaci, tak aby był w stanie wrócić na łódź. W restauracji postać obsługuje klientów, przyrządzając im napoje i posiłki. Zamówienia muszą być realizowane na czas, inaczej klienci opuszczą lokal. Dave the Diver zawiera kilka minigier, np. nalanie odpowiedniej ilości napoju skutkuje napiwkiem od klienta.

## Odbiór
Gra zebrała pozytywne recenzje, zdobywając uznanie w mediach branżowych.
Recenzenci często komentowali rozgrywkę i jej zróżnicowanie. Steven Green pisząc dla magazynu „CGMagazine” określił grę jako podwodne Stardew Valley. W jego opinii proces powolnego ulepszania sprzętu do nurkowania jest satysfakcjonujący i ma odpowiednie tempo, a rozgrywka potrafi zaskakiwać przez wiele godzin. Travis Northup pisząc dla portalu IGN zauważył zależność pomiędzy nurkowaniem a restauracją, i wciągającą naturę samej gry. Podkreślił także zarządzanie butlą z tlenem, co daje graczom możliwość wyboru ile czasu chcą spędzić pod wodą.
Kilku redaktorów wspomniało o wysokiej jakości przerywników filmowych. Northup napisał, że animacje zapadają w pamięć i nie przewija ich, nawet jeśli widział je już wcześniej. Zdaniem Jeffreya Parkina z serwisu Polygon energetyczne przerywniki zostały zainspirowane anime i łączą poszczególne elementy gry w spójną całość. Animacje podczas ulepszania ekwipunku zmieniają zwykłą czynność w coś wyjątkowego.